# شهرستان بوقار جیراو
شهرستان بخار-ژیراو (به قزاقی: Бұқар жырау ауданы، بۇقار جىراۋ اۋدانى) یک شهرستان در قزاقستان است که در استان قراغندی واقع شده‌است. شهرستان بخار-ژیراو ۱۴٬۵۷۶ کیلومتر مربع مساحت و ۶۳٬۲۳۶ نفر جمعیت دارد.